# Будь сильнее
«Будь сильнее» — перший студійний альбом Віталія Козловського. Презентований 3 червня 2014 року.

## Створення
Альбом складається з 14 пісень, над якими Козловський працював два роки: з осені 2012 до весни 2014 року, а також DVD-диск з сольним концертом «Сияние», який відбувся 22 листопада 2013 року в концерт-холі «Фрідом».
В альбом увійшли пісні авторів: Артем Іванов, Влад Дарвін, Анна Завальська, Дмитро Баннов, Олександр Воєвуцький, Геннадій Крупник та інші.
Альбом відкриває композиція «Математика». Її автор — соліст групи «Інь-Ян» Артем Іванов, влітку 2013 на неї був знятий кліп.
Першим синглом з альбому стала пісня «Сияние», подарована Владом Дарвіном. Композицію «Тайна» артист виконав у дуеті зі своєю підопічною Юлією Думанською.

## Список композицій
| #     | Назва                        | Автори                             | Тривалість |
| ----- | ---------------------------- | ---------------------------------- | ---------- |
| 1.    | «Математика»                 | А.Іванов                           | 4:14       |
| 2.    | «Сияние»                     | В.Дарвін                           | 3:26       |
| 3.    | «Закрой глаза»               | А.Іванов                           | 4:11       |
| 4.    | «Будь сильнее»               | Д.Баннов О.Воєвуцький              | 3:53       |
| 5.    | «Залишила smile»             | С.Підкаура                         | 3:42       |
| 6.    | «Пробач»                     | О.Осадчук                          | 3:21       |
| 7.    | «Следом за тобой»            | Ю.Бондарєв М.Решетняк О.Воєвуцький | 3:46       |
| 8.    | «Тени LIVE»                  | Ю.Остапенко                        | 2:55       |
| 9.    | «Мила моя»                   | О.Комлач                           | 3:16       |
| 10.   | «Будь со мной»               | Г.Крупнік О.Воєвуцький             | 3:47       |
| 11.   | «Тайна feat. Юлія Думанська» | Р.Квінта В.Куровський              | 3:03       |
| 12.   | «Кружева»                    | Д.Баннов А.Завальська              | 3:21       |
| 13.   | «Smile (light)»              | С.Підкаура                         | 3:29       |
| 14.   | «Сияние rmx»                 | В.Дарвін                           | 3:24       |
| 47:51 |                              |                                    |            |